# Estación Santa Tereza
La Estación Santa Tereza es una de las estaciones del Metro de Belo Horizonte, situada en Belo Horizonte, entre la Estación Santa Efigênia y la Estación Horta Florestal.
Fue inaugurada en 1993.